# Denisa Vâlcan
Denisa Andreea Vâlcan (n. 19 septembrie 2000, Tulcea, Tulcea, România) este o handbalistă din România care joacă pentru echipa HC Zalău. Vâlcan a fost componentă a echipei U17 la festivalul olimpic al tineretului european din 2017.
Denisa Vâlcan este și componentă a echipei naționale de tineret a României.

## Palmares
- FOTE:
  -  Medalie de argint: 2017